# Santa Margherita di Atri
Santa Margherita di Atri è una piccola frazione del comune di Atri in provincia di Teramo, situata in campagna e distante circa 11 chilometri dal mare Adriatico.
Tra tutte le frazioni di Atri è la seconda più piccola dopo San Giacomo di Atri con circa 400 abitanti.

## Geografia fisica
I centri vicini sono Fontanelle di Atri e San Giacomo di Atri. Il paese vanta inoltre piccole contrade, tra le quali Conicella, Falsacappa e la Contrada Bertolone.
La piccola frazione comprende solamente 5 vie: via Santa Margherita, via Cavoni, via Logge, via Niccolò degli Arcioni e via Melegnano. Quest'ultima è la via principale che indica anche il vecchio nome del paese, prima di assumere quello attuale del patrono protettore.

## Manifestazioni
In estate vengono organizzate due feste importanti nel paese:
- la festa di Santa Margherita, in onore della patrona (20 luglio);
- la Sagra degli Arrosticini e del Formaggio Pecorino, molto conosciuta nella Provincia di Teramo, che ogni anno richiama numerosi visitatori.

Si svolge inoltre una rassegna di teatro dialettale, con Premio melegnano, e varie manifestazioni sportive.

## Società

### Istituzioni, enti e associazioni
Il paese dispone di tre associazioni rappresentanti il paese:
- Associazione Culturale Santa Margherita
- Fondazione "La Villa" ONLUS
- Circolo ACLI Santa Margherita